# Roll, Thunder, Roll!
Roll, Thunder, Roll! è un film del 1949 diretto da Lewis D. Collins.
È un western statunitense con Jim Bannon, Don Reynolds, Emmett Lynn, Marin Sais e I. Stanford Jolley.  Fa parte della serie di film incentrati sul personaggio di Red Ryder, eroe del West nato da un fumetto di Stephen Slesinger e Fred Harman nel 1938 e apparso in diverse opere radiofoniche, cinematografiche e televisive.

## Produzione
Il film, diretto da Lewis D. Collin su una sceneggiatura di Paul Franklin, fu prodotto da Jerry Thomas per la Equity Pictures Corporation e girato nei Motion Picture Center Studios a Hollywood, Los Angeles, California, da fine ottobre all'inizio di novembre 1948. Il titolo di lavorazione fu Counselor at Gun-Law.

## Distribuzione
Il film fu distribuito negli Stati Uniti dal 27 agosto 1949 al cinema dalla Eagle-Lion Films.

## Promozione
Le tagline sono:
- America's Favorite Cowboy of Newspaper and Radio Fame... On the Screen in COLOR!
- Rip-roaring thrills with the NEW RED RYDER!
- RED RYDER'S on the trail... with six-guns blazing!